# Flodderbes, de heks
Flodderbes, de heks is het derde stripverhaal uit de reeks van De Geuzen. Het is geschreven door Willy Vandersteen en verscheen in 1986.

## Personages
In dit verhaal spelen de volgende personages mee:
- Carolus, Boelkin, Tamme, Veerle, Hannes, man in boot, Spaanse soldaten, bewoners van een hoeve, Lodewijk van Nassau, Hendrik van Nassau, Duitse huurlingen, spion, geuzen, lijkenrovers, Johan Rattenbol (baljuw), Alexis Collenbie, koetsier, Janus (kastelein) en zijn vrouw, generaal Sangria de Pajella, Knullus, elfjes, kabouter, Dostranamus, Alwina, Witte Weerlicht (paard), Roodrokken, Khonar (wezen in ei), Flodderbes (heks), oude vrouw met oogkwaal, konvooi, Willem van Oranje.

## Locaties
Dit verhaal speelt zich af op de volgende locaties:
- Schalkendael, klokkenhoeve, Holland, hoeve, Mookerheide, herberg, kasteel, folterkamer, kerker, tovertuin van Dostranamus, huis van Flodderbes, schuur.

## Het verhaal

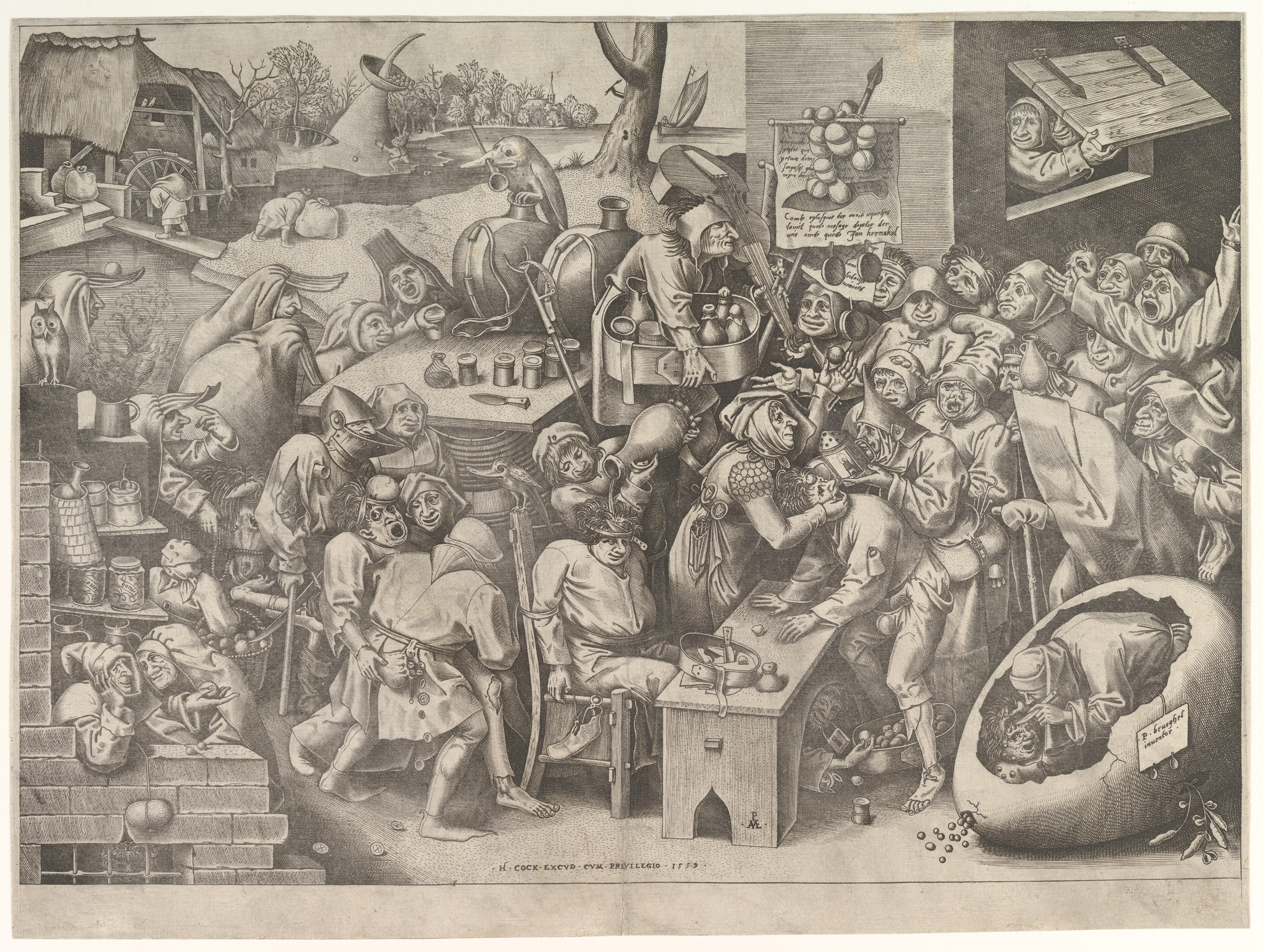
De keisneiding, of De heks van Mallegem

Het verhaal begint met een afbeelding naar de prent 'De heks van Mellegem' van Pieter Bruegel de Oude. Deze afbeelding was om de spot te drijven met een lichtgelovige massa die zich door heksen, kwakzalvers en wonderdokters liet bedriegen.
Het huwelijk van Hannes en Veerle moet worden uitgesteld, Hannes en Tamme gaan naar Holland om de prinsen van Nassau te helpen in hun strijd tegen de Spaanse bezetter. Beide geuzen komen in Holland aan en willen onderdak in een hoeve vragen, maar hier zijn net Spaanse soldaten binnen gevallen. Tamme verslaat de Spanjaarden en hij en Hannes krijgen te eten. Hannes vertelt dat ze zich zullen melden bij het geuzenleger dat op de Mookerheide slag zal leveren. Hannes en Tamme worden door een van de mannen naar het kamp van de prinsen achter een moeras gebracht en melden zich bij Lodewijk van Nassau. De prins heeft gehoord van de gebeurtenissen in Schalkendael en vertelt dat de Duitse huurlingen voor de slag betaald willen worden. Hij wil dat Hannes en Tamme de geldkisten verbergen, want hij verwacht moeilijkheden. Hannes en Tamme begraven de kisten bij enkele dode berken.
Een spion vertelt de Duitse huurlingen dat de geldkisten verdwenen zijn. De prinsen horen de volgende dag dat de Duitse huurlingen verdwenen zijn en de geuzen worden in de pan gehakt door de Spanjaarden. Beide prinsen, broers van Willem van Oranje, sneuvelen tijdens de slag op de Mookerheide. Tamme haalt de bewusteloze Hannes van het slagveld en ziet lijkenrovers. Hij wil hen tegenhouden, maar wordt neergeslagen. De rovers slaan echter op de vlucht als een koets arriveert. Johan Rattenbol en Alexis zien Hannes en Tamme en besluiten hen te helpen, zodat ze het vertrouwen van de geuzen winnen. De gewonde Hannes vertelt in een herberg over de verstopte geldkisten en Alexis stopt een slaapmiddel in het glas van Johan. Ze geeft een fooi aan de koetsier en laat Johan terugbrengen naar Schalkendael. Alexis vertelt Hannes en Tamme dat zij zal zorgen dat Willem van Oranje de geldkisten in zijn bezit krijgt.
Hannes vertelt dat de bergplaats geheim is, waarna Alexis naar een kasteel vertrekt. In het kasteel is generaal Sanria de Pajella en hij wil wraak voor de nederlaag bij Schalkendael. Alexis verleidt de generaal en 's nachts omsingelen soldaten van Sangria de herberg. De vrouw van de kastelein wordt wakker, waarna de waakhond wordt gewekt. Hannes en Tamme staan paraat als de Spanjaarden binnenvallen, maar worden door de generaal gevangengenomen. Alexis draagt een kapmantel in de folterkamer waar Tamme emmers water moet drinken via een trechter. De folteringen hebben echter niet het gewenste effect, Tamme vraagt om een glas bier. Alexis vertelt dat ze naar Brussel moet. Hannes en Tamme worden in de kerker geworpen, zonder het geheim prijsgegeven te hebben. 
Veerle bereidt haar uitzet voor en gaat elke avond naar een heuvel, ze verlangt naar Hannes. Op een avond gaat ze door de tovertuin van Dostranamus, dit is een kortere route. Ze ziet Knullus de elfjes bespieden en een boze kabouter schiet een pijl op hem af. Veerle brengt de bewusteloze Knullus naar zijn baas. Dostranamus heeft een toestel uitgevonden dat 's ochtends kruidenthee zet en de suiker roert. Veerle vraagt over nieuws over Hannes en Dostranamus kijkt in zijn kristallen bol. Hij vertelt dat de geuzen zijn verslagen en de broers van Willem van Oranje gesneuveld zijn. Hannes en Tamme zijn gevangen en worden gefolterd in een kasteel bij de Mookerheide. Veerle rijdt op Witte Weerlicht naar het kasteel, maar stuit op Roodrokken.
Flodderbes ziet een geuzenmeid in nood en laat Khonar de Roodrokken verslaan. Flodderbes vertelt Veerle dat haar vader, een magiër, een homunculus wilde maken. In een gipsen eierschaal liet hij magische stoffen uitbroeden om een vliegende kobold te maken. Hij stierf echter voor de proef klaar was en hierdoor is Khonar maar half gelukt. Veerle wordt in het huis van de heks uitgenodigd, waar ze het verhaal van Flodderbes hoort. Flodderbes beoefent geneeskunde, ze heeft kennis van kruiden en is vaardig met de scalpel en hierdoor wordt ze heks genoemd. Ze leerde alles van haar moeder, een bekwaam chirurgijn. De moeder van Flodderbes hielp mensen tijdens een epidemie, waarbij mensen builen op het hoofd kregen. Ze werd hierom zeer geëerd. Er kwam echter een Spaanse stadhouder en deze ontketende een genadeloze jacht op chirurgijns en barbiers die gewonde geuzen hielpen. Genezers werden tot de brandstapel veroordeeld en Flodderbes vluchtte naar het zuiden, waar ze door de Spanjaarden met rust wordt gelaten.
De epidemie heerst hier echter niet. Flodderbes laat Khonar gezwellen gieten van was, die hij 's nachts op hoofden kleeft. De mensen raken hierdoor in paniek en gaan naar Flodderbes. Hierdoor kan ze spioneren, ze heeft zich bij de geuzen aangesloten. Veerle vertelt haar verhaal en Flodderbes zegt dat ze haar zal helpen. Flodderbes stuurt Khonar 's nachts naar het kasteel en hij plakt een buil op het hoofd van generaal Sangria de Pajella. De volgende ochtend laat de generaal Flodderbes halen. Flodderbes wil de generaal helpen, maar eist dat al het personeel en alle wachter getuige zijn. Hierdoor kan ze niet van toverij beschuldigd worden. Veerle komt zo ongezien in het kasteel en bevrijdt Hannes en Tamme uit de kerker. Het gezelschap komt bij het huis van Flodderbes, waar blijkt dat Flodderbes een oogje op Tamme heeft. Khonar krijgt hierdoor een hekel aan Tamme, die Flodderbes ook vergezelt op patiëntenbezoek. 
Khonar moet Flodderbes en Tamme een mand voor een picknick brengen, maar wordt door Alexis gezien als ze uit Brussel terugkeert. Alexis ziet dan ook Tamme en Flodderbes en vertelt generaal Sangria de Pajella wat ze heeft gezien. De volgende ochtend wordt de woning van Flodderbes omsingeld door Spaanse soldaten. Generaal Sangria de Pajella wil dat de geuzen worden uitgeleverd, maar Flodderbes weigert. Ze haalt de wapens die ze bewaart voor de bosgeuzen en samen verdedigen ze de poort. Flodderbes en Veerle gebruiken kruisbogen en Tamme maakt de bovenste brug stuk, waarna Spanjaarden vallen. Tamme kan Hannes redden, die per ongeluk met een steen werd geraakt door Khonar. Flodderbes vertelt dat ze een onbekende dame op het kasteel heeft gezien en Khonar vliegt 's nachts naar een bewaakte kamer. Hij ziet een slapende vrouw en plakt een knobbel op haar hoofd. 
De volgende ochtend laat generaal Sangria de Pajella een bombarde aanrukken en er wordt op de poort geschoten. Er worden bressen geslagen, waarna Veerle en Flodderbes de kanonniers uitschakelen. De Spanjaarden trekken schansen op en het bombardement gaat verder. Als de poort het begeeft, verdedigt het gezelschap de toegang tot de toren. Een koetsier haalt de generaal echter naar het kasteel. Alexis heeft de knobbel op haar hoofd ontdekt en de generaal zegt dat alleen Flodderbes haar kan helpen. De aanval zal moeten worden gestopt, maar Alexis wil Flodderbes als gijzelaar houden nadat ze behandeld is. Alexis gaat naar het kasteel en verwijdert het gezwel. Dan roept ze dat Alexis de pest heeft, ze ziet zwarte vlekken op haar rug. De Spanjaarden vluchten weg en Flodderbes gaat naar huis. Alexis blijft wanhopig achter.
Veerle, Hannes en Tamme blijven bij Flodderbes en helpen de schade te herstellen. Het wordt winter en Alexis heeft door dat ze is beetgenomen. Ze gaat terug naar Schalkendael en ziet Johan Rattenbol met Roodrokken. Ze vertelt dat ze hem heeft weggezonden, omdat hij ziek was. Ze vertelt ook dat de geuzen generaal Sangria de Pajella met een list verjaagd hebben en de kist verloren is. Tamme gaat hout hakken en Flodderbes vraagt of hij bij haar blijft. Tamme hoort van Flodderbes dat Hannes de geldkisten naar de prins wil brengen en Tamme vertelt dat het zijn plicht is hem te helpen. Veerle blijft bij Flodderbes en de mannen nemen afscheid. Ze vertrekken naar de Mookerheide om de kisten op te graven. Khonar vertrekt, omdat hij het verdriet van Flodderbes niet wil zien en komt in een sneeuwstorm terecht. Hij komt bij Roodrokken in een schuur terecht, waarna Johan Rattenbol snel een masker opzet. Khonar verklapt per ongeluk de bergplaats van de kisten en de Roodrokken vertrekken meteen. De helft van de mannen legt een hinderlaag voor Hannes en Tamme.
Khonar wil Flodderbes waarschuwen, maar wordt neergeschoten door Johan. Hij fladdert gewond weg en waarschuwt Veerle en Flodderbes. Veerle gaat op Witte Weerlicht naar de bosgeuzen en Flodderbes gaat met een zeilslede naar Hannes en Tamme. Khonar wil ook helpen, maar stort neer op een ijsschots en drijft weg. Flodderbes waarschuwt Hannes en Tamme voor de hinderlaag, maar wordt zelf geraakt. Hannes en Tamme vechten, maar dreigen te verliezen. Dan komt Veerle aan en verzorgt Flodderbes. De bosgeuzen arriveren en hakken de Roodrokken in de pan. Hannes hoort dat de kisten zijn opgegraven door een gemaskerde man en Hannes gaat met de bosgeuzen op weg. Veerle, Tamme en een heelmeester blijven bij Flodderbes. Een van de Roodrokken kan ontsnappen en waarschuwt het konvooi. De geuzen komen op schaatsen bij het konvooi en een veldslag begint. De Roodrokken slaan op de vlucht en Hannes begint een gevecht met de gemaskerde man. 
Johan Rattenbol kan ontkomen, zonder dat zijn identiteit is ontdekt. Hannes en de bosgeuzen gaan met de buit naar de schuur waar Flodderbes wordt verzorgd. Flodderbes overlijdt echter en haar lichaam wordt met een slede naar haar geboorteplaats gebracht. Enkele dagen later komen de geuzen bij de prins, die weer moed krijgt na het overlijden van zijn broers. Hannes vertelt dat de Spanjaarden met galgen en brandstapels de godsdienstvrijheid onderdrukken. Ook worden zware belastingen geheven. De buit wordt op verzoek van de prins naar een kamp bij de Duitse grens gebracht. Veerle vertrekt naar Schalkendael en vraagt wanneer Hannes terug zal komen, zodat ze kunnen trouwen. Hannes vertelt in de lente terug te komen. Khonar drijft nog altijd bewusteloos op de ijsschots naar onbekende verten.

## Achtergronden bij het verhaal
- Generaal Sangria de Pajella is een verwijzing naar de typisch Spaanse gerechten Sangria en Paella.

De zeven jagers ·
De ekster op de galg ·
Flodderbes, de heks ·
De rattenvanger ·
Soetkin, de waanzinnige ·
Onheil boven Damme ·
Strijd om slot Loevestein ·
Verraad in Duindijke ·
De nacht van de satanszoon ·
De wildeman van Gaasbeek